# NGC 695
NGC 695 è una galassia a spirale perturbata, con bracci di spirale poco avvolti, situata nella costellazione dell'Ariete, a una distanza di circa 455 milioni di anni luce dalla nostra Via Lattea.

## Scoperta
La galassia è stata scoperta il 13 novembre 1786 dall'astronomo britannico di origine tedesca William Herschel.

## Descrizione
NGC 695 presenta una larga riga a 21 cm dell'idrogeno neutro e appare molto luminosa nell'infrarosso; viene quindi classificata come galassia LIRG, acronimo dell'inglese Luminous Infrared Galaxy.